# Saison WNBA 2024
Navigation
Saison 2023 Saison 2025
La saison WNBA 2024 est la 28e saison de la Women's National Basketball Association (WNBA). Les Aces de Las Vegas sont les championnes en titre en ayant conservé leur titre. Le titre est remporté le 20 octobre 2024 par les Liberty de New York, franchise finaliste de la saison précédente.
La saison régulière se déroule du 14 mai au 20 septembre et chacune des douze équipes disputera 40 matchs : quatre matchs contre cinq équipes de la même conférence et deux équipes de l'autre conférence, et trois matchs contre les quatre équipes restantes. Cinq matchs de saison régulière début juin seront disputés contre des équipes de la même conférence pour déterminer la qualification pour la Commissioner's Cup, un tournoi de saison disputé pour la première fois en 2021, la finale sera organisée par l'équipe ayant le meilleur bilan de victoires et de défaites lors des matchs de qualification. La saison 2024 comprend une pause d'un mois pour les Jeux olympiques d'été qui commence après le All-Star Game de la WNBA le 20 juillet à Phoenix, en Arizona.
Les huit équipes ayant les meilleurs records en saison régulière, quelle que soit la conférence, se qualifient pour les séries éliminatoires de la WNBA afin de déterminer le champion de la ligue lors de la finale de la WNBA 2024. Depuis 2022, les séries éliminatoires utilisent une série au meilleur des trois au premier tour, où les équipes sont classées en fonction de leurs performances en saison régulière, et un format au meilleur des cinq pour les demi-finales et les finales de la WNBA.

## Contexte

### Clause de priorité
Entrée en vigueur partiellement dès la saison 2023, la « clause de priorité » inscrite dans la convention collective (collective bargain agreement, CBA) signée entre la ligue et le syndicat des joueuses contraint les joueuses comptant plus de deux ans d’expérience en WNBA à être présentes aux camps d'entraînement dès le 1er mai. Les joueuses absentes sont suspendues pour la saison,. Cette règle est critiquée notamment par Gabby Williams, retenue par la préparation olympique avec l'équipe de France. Elle peut néanmoins signer comme agent libre au Storm entre la fin des JO et la trade deadline (en raison d'une exception au CBA pour les années olympiques), mais rappelle que les salaires sont plus importants en Euroligue qu'en WNBA, elle explique : « je pense que la priorisation doit aller de pair avec l’argent que nous faisons ».
En championnat de France, la joueuse américaine de Villeneuve-d'Ascq Kennedy Burke quitte son club avant les finales LFB qui se tiennent en mai, afin de rejoindre le Liberty de New York dans les délais requis, car Burke avait faire inclure à son contrat un départ anticipé en cas d'obtention d'un contrat garanti en WNBA. En marge du tournoi olympique, l'internationale allemande Satou Sabally critique la règle et interpelle la commissaire Cathy Engelbert pour réformer le CBA : « Je pense que ce n'est pas bien de punir les joueuses internationales. C'est tout simplement injuste. Je pense que la NBA fait mieux pour accueillir les joueurs internationaux et les promouvoir dans les médias. Il y a clairement une disparité (...) On dirait que la WNBA ne veut pas soutenir ou accueillir les internationales ». L'Américaine Breanna Stewart est elle partagée : « La clause de priorisation limite vraisement la possibilité de jouer dans les deux univers. Heureusement, notre nouvelle convention renforce l'attractivité de notre ligue pour toutes ».

### Draft
Le Draft WNBA 2024 s’est tenue le 15 avril 2024. Le Fever de l'Indiana a remporté le premier choix à la loterie, organisée entre les quatre équipes non qualifiées pour les Playoffs WNBA 2023. C'est la deuxième année consécutive qu'Indiana remporte le premier choix. Les choix restants à la loterie sont allés au Sparks de Los Angeles en seconde, Mercury de Phoenix en troisième et au Storm de Seattle en quatrième. Les autre choix restants sont basés sur le bilan de la saison régulière des équipes qualifiées pour les séries éliminatoires, du pire au meilleur.

#### Loterie pick
| Choix | Nom             | Position      | Nationalité | Équipe                              | Provenance     |
| ----- | --------------- | ------------- | ----------- | ----------------------------------- | -------------- |
| 1     | Caitlin Clark   | Meneuse       | États-Unis  | Fever de l'Indiana                  | Iowa           |
| 2     | Cameron Brink   | Ailière forte | États-Unis  | Sparks de Los Angeles               | Stanford       |
| 3     | Kamilla Cardoso | Pivot         | Brésil      | Sky de Chicago (via Phoenix)        | South Carolina |
| 4     | Rickea Jackson  | Ailière       | États-Unis  | Sparks de Los Angeles (via Seattle) | Tennessee      |

### Période d'agents libres
La période d'agents libres a commencé le 21 janvier 2023 et les équipes ont pu signer officiellement les joueuses à partir du 1er février.

## Déroulement de la saison

### Saison régulière
| Classement | Classement                | Classement | Classement | Classement | Classement | Classement | Classement |
| No         | Franchise                 | Vic.       | Def.       | MJ         | V/D        | GB         |            |
| ---------- | ------------------------- | ---------- | ---------- | ---------- | ---------- | ---------- | ---------- |
| 1          | x - Liberty de New York   | 32         | 8          | 40         | .800       | -          |            |
| 2          | x - Lynx du Minnesota     | 30         | 10         | 40         | .750       | 2          |            |
| 3          | x - Sun du Connecticut    | 28         | 12         | 40         | .700       | 4          |            |
| 4          | x - Aces de Las Vegas     | 27         | 13         | 40         | .675       | 5          |            |
| 5          | x - Storm de Seattle      | 25         | 15         | 40         | .625       | 7          |            |
| 6          | x - Fever de l'Indiana    | 20         | 20         | 40         | .500       | 12         |            |
| 7          | x - Mercury de Phoenix    | 19         | 21         | 40         | .475       | 13         |            |
| 8          | x - Dream d'Atlanta       | 15         | 25         | 40         | .375       | 17         |            |
|            |                           |            |            |            |            |            |            |
| 9          | o - Mystics de Washington | 14         | 26         | 40         | .350       | 18         |            |
| 10         | o - Sky de Chicago        | 13         | 27         | 40         | .325       | 19         |            |
| 11         | o - Wings de Dallas       | 9          | 31         | 40         | .225       | 23         |            |
| 12         | o - Sparks de Los Angeles | 8          | 32         | 40         | .200       | 24         |            |

Notes
- x – Qualifié pour les playoffs
- o – Eliminé de la course aux playoffs

Depuis la saison 2016, le classement final est ordonné sans distinction de conférence.

### Commissioner's Cup
| 1 | Liberty de New York   | 5 | 0 | 5 | +78 |
| 2 | Sun du Connecticut    | 4 | 1 | 5 | +54 |
| 3 | Fever de l'Indiana    | 3 | 2 | 5 | -43 |
| 4 | Mystics de Washington | 1 | 4 | 5 | -13 |
| 5 | Sky de Chicago        | 1 | 4 | 5 | -23 |
| 6 | Dream d'Atlanta       | 1 | 4 | 5 | -53 |

| 1 | Lynx du Minnesota     | 4 | 1 | 5 | +67 |
| 2 | Storm de Seattle      | 4 | 1 | 5 | +36 |
| 3 | Mercury de Phoenix    | 3 | 2 | 5 | +5  |
| 4 | Sparks de Los Angeles | 2 | 3 | 5 | -46 |
| 5 | Aces de Las Vegas     | 2 | 3 | 5 | -13 |
| 6 | Wings de Dallas       | 0 | 5 | 5 | -49 |

Finale
La finale de la quatrième édition de la WNBA Commissioner's Cup, disputée le 25 juin 2024 à l'UBS Arena de Elmont, dans l'État de New York, est remportée par les Lynx du Minnesota face au Liberty de New York  sur le score de 94 à 89. Napheesa Collier est élue MVP de la rencontre.
| 25 juin 2024 20h00 EDT | Rapport | Lynx du Minnesota 94, Liberty de New York 89                 | Lynx du Minnesota 94, Liberty de New York 89 | Lynx du Minnesota 94, Liberty de New York 89               |  | UBS Arena, Elmont Affluence : 7,015 Arbitres : Roy Gulbeyan, Eric Brewton, Angelica Suffren | Amazon Prime |
| 25 juin 2024 20h00 EDT | Rapport | Score par quart-temps : 23–27, 24–23, 19–10, 28–29           |                                              |                                                            |  | UBS Arena, Elmont Affluence : 7,015 Arbitres : Roy Gulbeyan, Eric Brewton, Angelica Suffren | Amazon Prime |
| 25 juin 2024 20h00 EDT | Rapport | Score par mi-temps : 47-50, 47-39                            |                                              |                                                            |  | UBS Arena, Elmont Affluence : 7,015 Arbitres : Roy Gulbeyan, Eric Brewton, Angelica Suffren | Amazon Prime |
| 25 juin 2024 20h00 EDT | Rapport | Bridget Carleton (23) Deux joueuses (6) Napheesa Collier (6) | Points Rebonds Passes d.                     | Breanna Stewart (24) Jonquel Jones (12) Betnijah Laney (6) |  | UBS Arena, Elmont Affluence : 7,015 Arbitres : Roy Gulbeyan, Eric Brewton, Angelica Suffren | Amazon Prime |
| 25 juin 2024 20h00 EDT | Rapport | Minnesota remporte la Commissioner's Cup                     |                                              |                                                            |  | UBS Arena, Elmont Affluence : 7,015 Arbitres : Roy Gulbeyan, Eric Brewton, Angelica Suffren | Amazon Prime |

### Playoffs
|  | Premier tour | Premier tour | Premier tour |           |             | Demi-finales | Demi-finales | Demi-finales |  |  | Finale | Finale   | Finale |
|  |              |              |              |           |             |              |              |              |  |  |        |          |        |
|  | 1            | New York     | 2            |           |             |              |              |              |  |  |        |          |        |
|  | 8            | Atlanta      | 0            |           |             |              |              |              |  |  |        |          |        |
|  | 8            | Atlanta      | 0            |           | 1           | New York     | 3            |              |  |  |        |          |        |
|  |              |              |              |           | 1           | New York     | 3            |              |  |  |        |          |        |
|  |              | 4            | Las Vegas    | 1         |             |              |              |              |  |  |        |          |        |
|  | 4            | 4            | Las Vegas    | 1         | Las Vegas   | 2            |              |              |  |  |        |          |        |
|  | 4            |              |              |           | Las Vegas   | 2            |              |              |  |  |        |          |        |
|  | 5            | Seattle      | 0            |           |             |              |              |              |  |  |        |          |        |
|  |              |              |              |           |             |              |              |              |  |  | 1      | New York | 3      |
|  |              |              | 2            | Minnesota | 2           |              |              |              |  |  |        |          |        |
|  | 2            | Minnesota    | 2            |           |             |              |              |              |  |  |        |          |        |
|  | 7            | Phoenix      | 0            |           |             |              |              |              |  |  |        |          |        |
|  | 7            | Phoenix      | 0            |           | 2           | Minnesota    | 3            |              |  |  |        |          |        |
|  |              |              |              |           | 2           | Minnesota    | 3            |              |  |  |        |          |        |
|  |              | 3            | Connecticut  | 2         |             |              |              |              |  |  |        |          |        |
|  | 3            | 3            | Connecticut  | 2         | Connecticut | 2            |              |              |  |  |        |          |        |
|  | 3            |              |              |           | Connecticut | 2            |              |              |  |  |        |          |        |
|  | 6            | Indiana      | 0            |           |             |              |              |              |  |  |        |          |        |

## Statistiques

### Meilleures joueuses par statistiques
| Catégorie                      | Joueuse          | Équipe     | Stat. |
| ------------------------------ | ---------------- | ---------- | ----- |
| Points par match               | A'ja Wilson      | Las Vegas  | 26,9  |
| Rebonds par match              | Angel Reese      | Chicago    | 13,1  |
| Passes par match               | Caitlin Clark    | Indiana    | 8,4   |
| Interceptions par match        | Arike Ogunbowale | Dallas     | 2,1   |
| Contres par match              | A'ja Wilson      | Las Vegas  | 2,6   |
| Ballons perdus par match       | Caitlin Clark    | Indiana    | 5,6   |
| Minutes jouées par match       | Arike Ogunbowale | Dallas     | 38,6  |
| Pourcentage de réussite        | Brittney Griner  | Phoenix    | 57,9% |
| Pourcentage à 3 points         | Emily Engstler   | Washington | 47,4% |
| Pourcentage aux lancers francs | Arike Ogunbowale | Dallas     | 92,1% |

| Catégorie                      | Joueuse          | Équipe      | Stat. |
| ------------------------------ | ---------------- | ----------- | ----- |
| Points par match               | Natasha Cloud    | Connecticut | 24,5  |
| Rebonds par match              | Aliyah Boston    | Indiana     | 15,0  |
| Passes par match               | Natasha Cloud    | Connecticut | 10,0  |
| Interceptions par match        | Nneka Ogwumike   | Seattle     | 3,0   |
| Contres par match              | A'ja Wilson      | Las Vegas   | 2,5   |
| Ballons perdus par match       | Kelsey Mitchell  | Indiana     | 4,5   |
| Minutes jouées par match       | Napheesa Collier | Minnesota   | 38,8  |
| Pourcentage de réussite        | Natasha Mack     | Phoenix     | 63,6% |
| Pourcentage à 3 points         | Leonie Fiebich   | New York    | 52,1% |
| Pourcentage aux lancers francs | Jonquel Jones    | New York    | 94,6% |

### Statistiques d'équipe
| Catégorie                        | Équipe              | Stat. |
| -------------------------------- | ------------------- | ----- |
| Points par match                 | Aces de Las Vegas   | 86,4  |
| Rebonds par match                | Sky de Chicago      | 36,6  |
| Passes par match                 | Lynx de Minnesota   | 23,0  |
| Interceptions par match          | Storm de Seattle    | 9,3   |
| Contres par match                | Storm de Seattle    | 5,2   |
| Pertes de balles par match (min) | Aces de Las Vegas   | 11,7  |
| Pertes de balles par match (max) | Washington          | 16,1  |
| Pourcentage de réussite          | Fever de l'Indiana  | 45,6% |
| Pourcentage à 3 points           | Lynx de Minnesota   | 38,0% |
| Pourcentage aux lancers francs   | Storm de Seattle    | 84,0% |
| Différentiel de points (+)       | Liberty de New York | +9,2  |
| Différentiel de points (-)       | Wings de Dallas     | -7,9  |

| Catégorie                        | Équipe              | Stat. |
| -------------------------------- | ------------------- | ----- |
| Points par match                 | Mercury de Phoenix  | 91,5  |
| Rebonds par match                | Liberty de New York | 37,5  |
| Passes par match                 | Fever de l'Indiana  | 22,0  |
| Interceptions par match          | Storm de Seattle    | 8,0   |
| Contres par match                | Dream d'Atlanta     | 4,5   |
| Pertes de balles par match (min) | Storm de Seattle    | 9,5   |
| Pertes de balles par match (max) | Dream d'Atlanta     | 15,0  |
| Pourcentage de réussite          | Mercury de Phoenix  | 50,7% |
| Pourcentage à 3 points           | Mercury de Phoenix  | 41,5% |
| Pourcentage aux lancers francs   | Storm de Seattle    | 88,5% |
| Différentiel de points (+)       | Liberty de New York | +5,0  |
| Différentiel de points (-)       | Fever de l'Indiana  | -15,0 |

## Récompenses

### Trophées annuels
| Récompenses                       | Vainqueur                               | Deuxième/Troisième                                                                    |
| --------------------------------- | --------------------------------------- | ------------------------------------------------------------------------------------- |
| WNBA Most Valuable Player         | A’ja Wilson (Aces de Las Vegas)         | Napheesa Collier (Lynx du Minnesota) Breanna Stewart (Liberty de New York)            |
| WNBA Defensive Player of the Year | Napheesa Collier (Lynx du Minnesota)    | A’ja Wilson (Aces de Las Vegas) Ezi Magbegor (Storm de Seattle)                       |
| WNBA Rookie of the Year           | Caitlin Clark (Fever de l'Indiana)      | Angel Reese (Sky de Chicago)                                                          |
| WNBA Sixth Player of the Year     | Tiffany Hayes (Aces de Las Vegas)       | Leonie Fiebich (Liberty de New York) Shatori Walker-Kimbrough (Mystics de Washington) |
| WNBA Most Improved Player         | DiJonai Carrington (Sun du Connecticut) | Dearica Hamby (Sparks de Los Angeles) Bridget Carleton (Lynx du Minnesota)            |
| WNBA Coach of the Year            | Cheryl Reeve (Lynx du Minnesota)        | Sandy Brondello (Liberty de New York) Christie Sides (en) (Fever de l'Indiana)        |

- MVP des Finales WNBA :  Jonquel Jones (Liberty de New York)
- MVP de la Commissioner's Cup :  Napheesa Collier (Lynx du Minnesota)
- MVP All-Star Game :  Arike Ogunbowale (Team WNBA; Wings de Dallas)
- WNBA Executive of the Year : Cheryl Reeve (Lynx du Minnesota)[17]
- Kim Perrot Sportsmanship Award :  Dearica Hamby (Sparks de Los Angeles)
- WNBA Community Assist Award :

| - All-WNBA First Team : - Napheesa Collier (Lynx du Minnesota) - A'ja Wilson (Aces de Las Vegas) - Breanna Stewart (Liberty de New York) - Caitlin Clark (Fever de l'Indiana) - Alyssa Thomas (Sun du Connecticut) | - All-WNBA Second Team : - Sabrina Ionescu (Liberty de New York) - Kahleah Copper (Mercury de Phoenix) - Nneka Ogwumike (Storm de Seattle) - Arike Ogunbowale (Wings de Dallas) - Jonquel Jones (Liberty de New York) |

| - WNBA All-Defensive First Team : - Napheesa Collier (Lynx du Minnesota) - A'ja Wilson (Aces de Las Vegas) - Ezi Magbegor (Storm de Seattle) - DiJonai Carrington (Sun du Connecticut) - Breanna Stewart (Liberty de New York) | - WNBA All-Defensive Second Team : - Alyssa Thomas (Sun du Connecticut) - Alanna Smith (Lynx du Minnesota) - Nneka Ogwumike (Storm de Seattle) - Jonquel Jones (Liberty de New York) - Natasha Cloud (Mercury de Phoenix) |

| - WNBA All-Rookie Team : - Caitlin Clark (Fever de l'Indiana) - Rickea Jackson (Sparks de Los Angeles) - Angel Reese (Sky de Chicago) - Kamilla Cardoso (Sky de Chicago) - Leonie Fiebich (Liberty de New York) |

### Joueuses de la semaine
| Semaine      | Conférence Est                              | Conférence Ouest                            |
| ------------ | ------------------------------------------- | ------------------------------------------- |
| 21 mai       | Alyssa Thomas (Sun du Connecticut) (1/1)    | Napheesa Collier (Lynx de Minnesota) (1/3)  |
| 28 mai       | DeWanna Bonner (Sun du Connecticut) (1/1)   | Kahleah Copper (Mercury de Phoenix) (1/1)   |
| 4 juin       | Sabrina Ionescu (Liberty de New York) (1/3) | A'ja Wilson (Aces de Las Vegas) (1/6)       |
| 11 juin      | Breanna Stewart (Liberty de New York) (1/2) | Dearica Hamby (Sparks de Los Angeles) (1/1) |
| 18 juin      | Aliyah Boston (Fever de l'Indiana) (1/1)    | Brittney Griner (Mercury de Phoenix) (1/1)  |
| 25 juin      | Sabrina Ionescu (Liberty de New York) (2/3) | A'ja Wilson (Aces de Las Vegas) (2/6)       |
| 9 juillet    | Angel Reese (Sky de Chicago) (1/1)          | A'ja Wilson (Aces de Las Vegas) (3/6)       |
| 18 juillet   | Sabrina Ionescu (Liberty de New York) (3/3) | A'ja Wilson (Aces de Las Vegas) (4/6)       |
| 27 août      | Caitlin Clark (Fever de l'Indiana) (1/3)    | Napheesa Collier (Lynx de Minnesota) (2/3)  |
| 3 septembre  | Caitlin Clark (Fever de l'Indiana) (2/3)    | A'ja Wilson (Aces de Las Vegas) (5/6)       |
| 10 septembre | Caitlin Clark (Fever de l'Indiana) (3/3)    | Napheesa Collier (Lynx de Minnesota) (3/3)  |
| 20 septembre | Breanna Stewart (Liberty de New York) (2/2) | A'ja Wilson (Aces de Las Vegas) (6/6)       |

### Joueuses du mois
| Mois      | Conférence Est                              | Conférence Ouest                           |
| --------- | ------------------------------------------- | ------------------------------------------ |
| mai       | Alyssa Thomas (Sun du Connecticut) (1/1)    | A'ja Wilson (Aces de Las Vegas) (1/4)      |
| juin      | Sabrina Ionescu (Liberty de New York) (1/2) | A'ja Wilson (Aces de Las Vegas) (2/4)      |
| juillet   | Sabrina Ionescu (Liberty de New York) (2/2) | A'ja Wilson (Aces de Las Vegas) (3/4)      |
| août      | Caitlin Clark (Fever de l'Indiana) (1/1)    | Napheesa Collier (Lynx de Minnesota) (1/1) |
| septembre | Breanna Stewart (Liberty de New York) (1/1) | A'ja Wilson (Aces de Las Vegas) (4/4)      |

### Rookies du mois
| Mois      | Joueuse                                  |
| --------- | ---------------------------------------- |
| mai       | Caitlin Clark (Fever de l'Indiana) (1/4) |
| juin      | Angel Reese (Sky de Chicago) (1/1)       |
| juillet   | Caitlin Clark (Fever de l'Indiana) (2/4) |
| août      | Caitlin Clark (Fever de l'Indiana) (3/4) |
| septembre | Caitlin Clark (Fever de l'Indiana) (4/4) |

### Entraîneurs du mois
| Mois      | Coach                                          |
| --------- | ---------------------------------------------- |
| mai       | Stephanie White (Sun du Connecticut) (1/1)     |
| juin      | Cheryl Reeve (Lynx de Minnesota) (1/1)         |
| juillet   | Sandy Brondello (Liberty de New York) (1/1)    |
| août      | Christie Sides (en) (Fever de l'Indiana) (1/1) |
| septembre | Becky Hammon (Aces de Las Vegas) (1/1)         |

## Pour approfondir